# Manga ñembosarái
El manga ñembosarái (lit., «juego del balón» - de los sustantivos manga, «balón (hecho de caucho)» y ñembosarái, «juego» en guaraní) es un antiguo deporte practicado por los guaraníes, que ocuparon un vasto territorio que se extendía desde el Amazonas hasta el Río de la Plata, reducido hoy a grupos aislados en zonas de Paraguay, Argentina, Bolivia, Brasil y Uruguay. Es considerado uno de los antecesores primitivos del fútbol contemporáneo.

## Historia
Las primeras documentaciones datan de 1639, en las reducciones guaraníes, a través de “Tesoro de la Lengua Guaraní”, un diccionario bilingüe guaraní-español publicado por el jesuita peruano Antonio Ruiz de Montoya. Este deporte era practicado únicamente por hombres, divididos en dos equipos. Consistía en mantener el mayor tiempo posible la posesión del manga (un balón de arena húmeda que se recubría con una resina denominada mangaisy, una especie de caucho, extraída de un árbol), que después se hinchaba usando una paja o caña fina. Había que recibirla y pasarla en el aire, sin dejarla caer. No había porterías, ni se contaban puntos ni tiempo; los partidos finalizaban cuando uno de los equipos se rendía por agotamiento.
Una variante de este juego es el vakapipopo ñembosarái («juego de la pelota de cuero», de la yuxtaposición de vakapi (cuero), y opopóva (lit., que salta), en la que se utiliza una pelota de cuero vacuno o de la chala de maíz.
En la actualidad, los guaraníes lo siguen practicando en su evolución denominada fútbol (en guaraní, mangapy), pero conservando sus raíces propias, sus características comunes que vienen de generación a generación, trasmitida en la oralidad de sus culturas; sus ceremonias, rezos, cantos y prácticas ancestrales.